# 朱蘭 (清朝)
朱蘭（1800年—1873年），字久香、號耐庵，浙江省紹興府餘姚縣（今浙江省宁波餘姚市）人，清朝政治人物、探花。

## 生平
道光九年（1829年），登進士一甲第三名（探花），授翰林院編修。道光十四年，任廣東鄉試正考官。同年改任湖北學政。道光十六年，任國子監司業。道光十九年，升任侍講。道光二十九年，任詹事府少詹事、日講起居注官、順天鄉試副考官。咸豐二年，以禮部侍郎銜任內閣學士。后署工部左侍郎，督辦浙江團練。同治元年，候補三品京堂、次年任太僕寺卿、安徽學政。同治三年，再任日講起居注官、詹事府詹事。同治五年，在任內閣學士。有子朱逌然。